# Afera Hniliczek

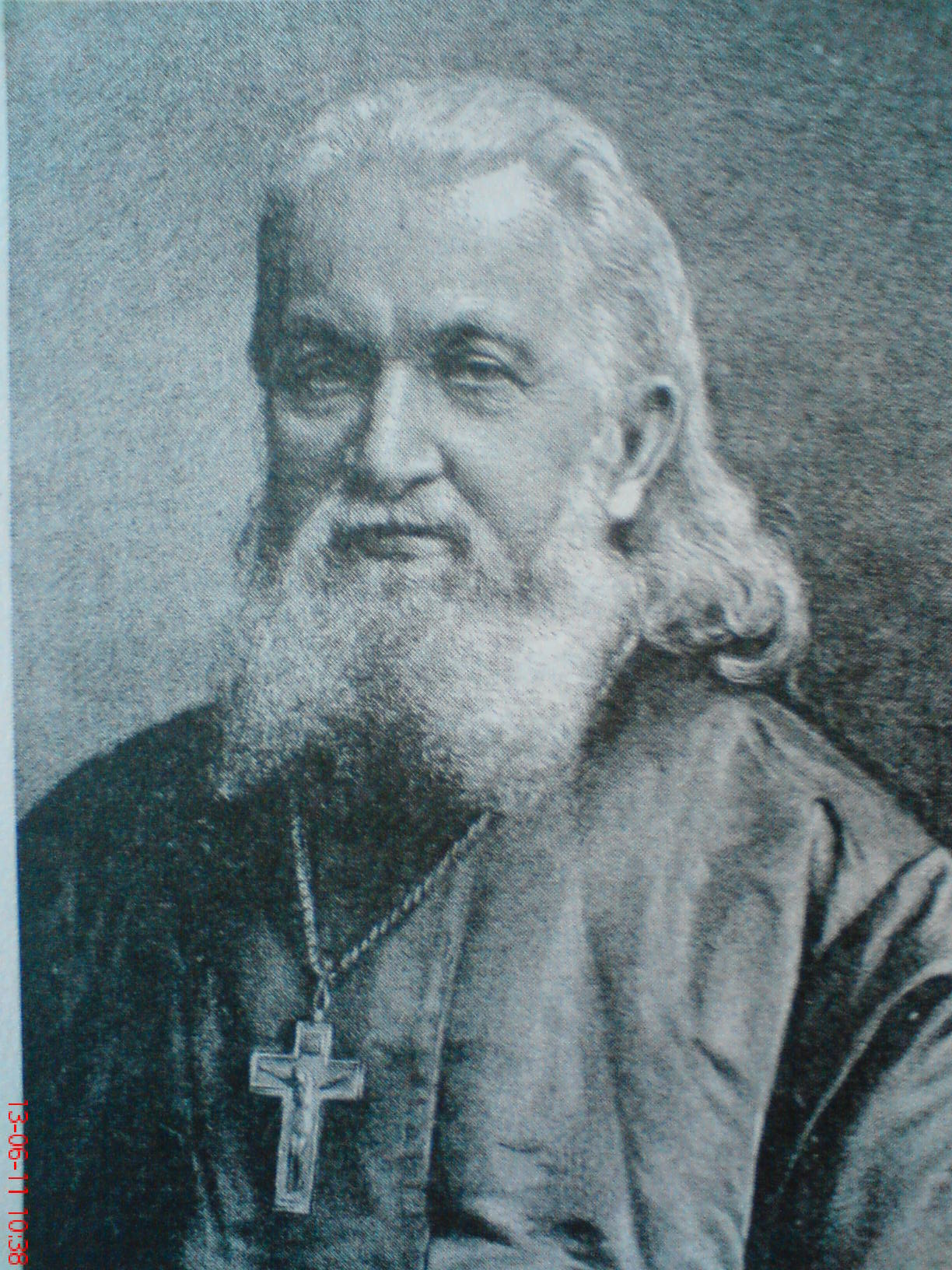
Iwan Naumowycz

Afera Hniliczek, konwersja hnilicka, sprawa hnilicka – skandal polityczno-wyznaniowy, jaki miał miejsce w Galicji w pierwszych miesiącach roku 1882.
W końcu grudnia 1881 roku 129 chłopów, mieszkańców wsi Hniliczki Małe, dokonało legalnej konwersji z wyznania greckokatolickiego na prawosławie. Motywem do podjęcia tej decyzji był dla nich zatarg ze swoim proboszczem i chęć uzyskania odrębnej, greckokatolickiej parafii. Do zmiany wyznania, z której konsekwencji nie zdawali sobie sprawy, zainspirował ich czołowy działacz moskalofilski, ks. Iwan Naumowycz. Polityczny charakter konwersji został jednak szybko wykryty, a sama decyzja o zmianie wyznania cofnięta.
Konwersja hnilicka skłoniła władze austriackie do podjęcia zdecydowanych kroków przeciwko ruchowi rusofilskiemu w ogólności. Zdaniem badaczy problemu, politycy austriaccy z niepokojem obserwowali rozwój panslawizmu rosyjskiego, a w momencie pogorszenia się stosunków austriacko-rosyjskich, z powodu sprzecznych interesów obu państw w regionie bałkańskim, postanowili wykorzystać całą sprawę jako pretekst do likwidacji ruchu propagującego zjednoczenie Galicji z Rosją. Ks. Naumowycz i grupa dalszych dziewięciu moskalofilów zostali oskarżeni o zdradę stanu, szpiegostwo i zakłócanie porządku publicznego. Zarzuty te były wyraźnie przesadzone i w ocenie historyków przekraczały realne możliwości podsądnych. Ostatecznie, prawdopodobnie z powodu nacisków dyplomacji rosyjskiej, proces zakończył się niskimi wyrokami wymierzonymi jedynie za zakłócanie porządku.
Aferę Hniliczek uważa się za wydarzenie przełomowe w historii dyskusji nad świadomością i orientacją kulturową oraz narodową Ukraińców galicyjskich. Proces hnilicki skłonił bowiem czołowych moskalofilów do emigracji do Rosji, zaś Watykan – do zmiany greckokatolickiego metropolity lwowskiego Josyfa Sembratowycza na propolskiego i prołacińskiego Sylwestra Sembratowycza.

## Konwersja mieszkańców Hniliczek

### Okoliczności wydarzenia
Zdaniem Włodzimierza Osadczego cała sytuacja była wynikiem wmieszania się aktywistów moskalofilskich w konflikt między proboszczem greckokatolickiej parafii w Hniliczkach a mieszkańcami wsi Hniliczki Małe. Od 1877 żyjąca w tej miejscowości ludność greckokatolicka zgłaszała prośby o powołanie we wsi filii parafii hnilickiej, jednak zgodnie z regulaminem Kościoła nie było to możliwe z powodu niewystarczającej liczby mieszkańców (800 osób). Były proboszcz parafii w Hniliczkach, Jan Herasimowicz (Harasimowicz), doradził złożenie w tej sprawie prośby do starostwa i konsystorza.

### Konwersja
Na przełomie lat 1881 i 1882 prasa galicyjska poinformowała, iż 129 mieszkańców wsi Hniliczki Małe w powiecie zbaraskim złożyło prośbę o konwersję z katolicyzmu obrządku wschodniego na prawosławie. Podanie adresowane do starostwa nosiło datę 25 grudnia 1881 i było podpisane przez 21 osób. Deklarowały one zmianę wyznania z greckokatolickiego na prawosławne w imieniu własnym oraz nieletnich dzieci. Większą objętość miał list do greckokatolickiego konsystorza, w którym te same osoby zarzucały papieżowi złamanie postanowień unii brzeskiej, narzucanie jej przemocą i niszczenie cerkwi. Kapłanom obrządku łacińskiego pracującym w Galicji zarzucono ponadto negatywny stosunek do ludności ruskiej. Szczególnie negatywne stwierdzenia padły pod adresem jezuitów, porównanych do faryzeuszy i wilków w owczej skórze. Podanie kończyła deklaracja lojalności wobec cesarza Austrii. Osobny list skierowano do proboszcza parafii prawosławnej św. Jerzego we Lwowie.
Przeprowadzone przez greckokatolicki konsystorz we Lwowie dochodzenie wykazało, że mieszkańcy Hniliczek Małych nie zdawali sobie sprawy z konsekwencji konwersji. Nie rozumieli słowa „prawosławie” i byli przekonani, że składane podania dotyczą jedynie erygowania we wsi samodzielnej greckokatolickiej parafii. Nigdy nie przeczytali listu do konsystorza, którego autorem był ks. Naumowycz lub jego syn Mykoła. Po wizycie komisji konsystorza greckokatolickiego w Hniliczkach Małych cofnęli decyzję o zmianie wyznania. Wymieniona komisja zadowoliła się tą deklaracją i nie przeprowadziła głębszego śledztwa w celu odnalezienia inspiratorów konwersji. Przyjęła wersję, iż przejście na prawosławie zasugerował chłopom miejscowy ziemianin, hrabia Della Scala, którego matka była tego wyznania.
Sama zmiana wyznania nie stanowiła przestępstwa w świetle prawa austro-węgierskiego. W przypadku konwersji hnilickiej władze doszły jednak do wniosku, że autorzy podań nie kierują się względami religijnymi, lecz politycznymi. Stwierdziły także, że komisja konsystorialna nie zbadała dostatecznie okoliczności sprawy. Uznano, że zarzuty wobec katolicyzmu postawione w podaniu wskazują, iż tekst nie został napisany przez chłopów z Hniliczek, lecz przez znanego działacza moskalofilskiego, proboszcza parafii greckokatolickiej w Skałacie, Iwana Naumowycza. Dalsze śledztwo pozwoliło wskazać gospodarza Iwana Szpundera jako faktycznego lidera grupy konwertytów. Szpunder utrzymywał bliskie kontakty z ks. Naumowyczem i podzielał jego poglądy polityczne. Ważną rolę w sprawie odegrał również Ołeksa Załuski, także moskalofil i przyjaciel ks. Naumowycza, skonfliktowany z proboszczem hnilickim z powodu wielokrotnego artykułowania przezeń jednoznacznie antyprawosławnych poglądów. Zauważywszy niezadowolenie mieszkańców Hniliczek Małych z powodu nieposiadania cerkwi w swojej wsi, Szpunder zaczął propagować pomysł przyjęcia prawosławia, który przekazał mu ks. Naumowycz. Ostatecznie przekonał mieszkańców Hniliczek Małych, gdy ci dowiedzieli się o planach budowy nowej cerkwi greckokatolickiej w Hniliczkach Wielkich; jako parafianie musieliby partycypować finansowo w inwestycji. Sam duchowny z kolei, w ocenie Włodzimierza Osadczego, pragnął pokazać, jakie skutki musi mieć polityka władz austriackich, ingerujących w życie religijne galicyjskiej ludności ruskiej, a zatem postawić władze przed wyborem: promowanie obrządku łacińskiego lub zgoda na szerzenie się prawosławia.

### Reakcja władz Galicji oraz prasy

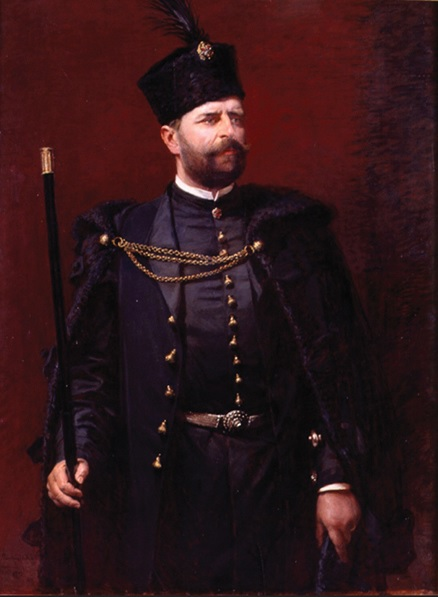
Namiestnik Galicji Andrzej Potocki po aferze Hniliczek postanowił zdecydowanie wystąpić przeciwko moskalofilstwu

Starosta zbaraski w relacji dla Wysokiego c.k. namiestnictwa we Lwowie stwierdził, iż wydarzenia w Hniliczkach były od dawna przygotowanym aktem antypaństwowym, jak również, iż:

zamach ten jest tylko wytryskiem rozgałęzionej agitacji moskalofilskiej na zburzenie umysłów włościan, zakłóceniem spokoju i porządku, podniecaniem nienawiści przeciw narodowościom.

Równocześnie starosta ten, podobnie jak greckokatolicki proboszcz Hniliczek, twierdzili, że w miejscowości nigdy nie była prowadzona propaganda moskalofilska, a ludność nie wyrażała szczególnej sympatii dla prawosławia.
Z kolei żandarmeria z miejscowości Nowe Sioło w raporcie dla dowództwa okręgowego w Zbarażu podawała, że:

Hniliczki cierpiały od dawna biedę i przykrość, ponieważ nie miały swego własnego miejscowego księdza, o którego się starały, a władze nie mogły im takiego delegować, dlatego wystosowały deklarację do zwierzchności, że przejdą na prawosławie

Prasa lwowska obszernie relacjonowała sprawę hnilicką, oskarżając moskalofilów o spisek antypaństwowy. Dziennik Polski stwierdzał, że agitacja prowadzona przez to ugrupowanie stała się niebezpieczna dla państwa austriackiego i wymaga zdecydowanej kontrakcji. Temat poruszyły również inne pisma polskie. Krakowski Czas interpretował konwersję jako dowód wewnętrznego upadku Kościoła greckokatolickiego. Podobne komentarze pojawiły się w Gazecie Narodowej, Przeglądzie Lwowskim, Gazecie Krakowskiej, Gazecie Kościelnej i Kurierze Poznańskim.
Sam Kościół greckokatolicki pragnął załagodzić sprawę. Metropolita Josyf Sembratowycz wydał 31 grudnia 1881 list w obronie katolicyzmu, zaś dwa dni wcześniej potępił rusofilskie pisma Prołom oraz Wicze. Twierdził także, że krytyczne opinie dotyczące kierowanego przezeń Kościoła są przesadzone. Jednak po przeprowadzeniu wstępnego śledztwa, które ustaliło ponad wszelką wątpliwość, że konwertyci z Hniliczek nie kierowali się pobudkami religijnymi, władze austriackie postanowiły podjąć zdecydowane środki przeciwko moskalofilom. Stanowiło to radykalną zmianę dotychczasowego stosunku władz do tego ruchu. Przez całe lata 70. XIX wieku moskalofilstwo było przez nie tolerowane, gdyż nie przekreślało lojalności galicyjskich Ukraińców wobec Austrii. Władze zaczęły postrzegać go jako niebezpieczny dopiero w końcu dekady, w miarę rozwoju rosyjskiego ruchu panslawistycznego. Bernadetta Wójtowicz-Huber podkreśla, że w okresie, gdy wybuchła afera, stosunki austriacko-rosyjskie były szczególnie napięte z powodu sprzecznych interesów obu państw w regionie bałkańskim. Z tego powodu władze austriackie postanowiły wykorzystać całą sprawę jako pretekst do likwidacji ruchu propagującego zjednoczenie Galicji z Rosją.
W końcu stycznia 1882 aresztowani zostali ks. Iwan Naumowycz, redaktorzy pism moskalofilskich Josyf Markow i Wenedykt Płoszczański, radca dworu Adolf Dobrianski (Dobrzański) i jego córka Olha Hrabar oraz Iwan Szpunder i Ołeksa Załuski. Ostatecznie na ławie oskarżonych zasiedli ponadto ks. Mykoła Ohonowski, rusofilski działacz Apołon Nyczaj i dziennikarz Isydor Trembycki. Zdaniem Stefana Kieniewicza namiestnik Galicji Andrzej Kazimierz Potocki, który dotąd tolerował działalność rusofilów, tym razem podjął wobec nich represje. Policja dokonała przeszukań w domach aresztowanych, odnajdując szereg ich listów i pism, w których podejmowali oni jeszcze radykalniejszą niż w swoich opublikowanych tekstach krytykę unii brzeskiej i Kościoła katolickiego w ogólności oraz otwarcie wyrażali swoje prorosyjskie poglądy. Materiały te uznano za dowody wystarczające do postawienia najcięższych zarzutów, w tym zdrady stanu.

### Reakcja władz kościelnych
Prowincjał zakonu jezuitów, Henryk Jackowski, w liście do nuncjusza papieskiego w Wiedniu Serafino Vannutellego opisał Kościół greckokatolicki jako „przeżarty przez schizmę”. Pismo to skłoniło Vannutellego do poinformowania o całej sprawie Kongregacji Rozkrzewiania Wiary, której prefekt, kardynał Giovanni Simeoni, był zdezorientowany postawą greckokatolickich duchownych wyznających poglądy moskalofilskie. Vannutelli skontaktował się również z metropolitą Josyfem Sembratowyczem, apelując, by podjął zdecydowane działania.

## Proces moskalofilów
Akt oskarżenia przeciwko grupie moskalofilów zawierał zarzuty zdrady stanu, szpiegostwa, dążenia do oderwania od Austrii Bukowiny, części Węgier oraz Galicji Wschodniej. Prokurator zarzucił podsądnym szerzenie koncepcji słowianofilskich w porozumieniu ze Słowiańskim Komitetem Dobroczynnym, a tym samym aktywność na rzecz Rosji. Zaangażowanie części oskarżonych w ruch obrzędowy w Galicji również uznano za element propagandy prorosyjskiej. W ocenie W. Osadczego postawione zarzuty były całkowicie niewiarygodne, a realizacja zamierzeń, jakie przypisano oskarżonym, przekraczały możliwości moskalofilów. Podobny pogląd wyraził John-Paul Himka.
Proces moskalofilów, określany także jako proces Olhy (Olgi) Hrabar i towarzyszy, rozpoczął się przed Krajowym Sądem Karnym we Lwowie 12 czerwca 1882. Przewodniczącym składu orzekającego był Ukrainiec o przekonaniach narodowych, Lew Budzynowski.
Oskarżeni traktowali proces sądowy jako okazję do publicznego wyrażenia swoich poglądów politycznych. Zeznając przed sądem, ks. Iwan Naumowycz twierdził, że działał z pobudek „humanizmu, religii, miłości”, przekonany o negatywnym wpływie „jezuitów” na ludność rusińską. Twierdził, że Rusini galicyjscy nie odróżniają swojego wyznania (tj. greckokatolickiego) od prawosławia, traktując obydwa jako jedną „ruską wiarę”. Przedstawił pogląd, że fascynacja kulturą rosyjską nie przekreśla lojalności wobec państwa austriackiego. Podkreślał, że nie był organizatorem szerszego ruchu na rzecz konwersji na prawosławie, a jedynie liczył, iż tego typu akt ze strony mieszkańców jednej wsi skłoni metropolitę lwowskiego do zwołania prowincjonalnego Synodu, zaś papieża – do wycofania z Galicji zakonów jezuitów i zmartwychwstańców, które w jego ocenie przyczyniały się do polonizacji ludności ukraińskiej. Nawiązał również do problemów niezwiązanych bezpośrednio z procesem, twierdząc, że współpraca polsko-ukraińska w Galicji byłaby możliwa, gdyby zagwarantować Ukraińcom 47 miejsc w Sejmie Krajowym, co dałoby im realną możliwość obrony własnych interesów. 
Prasa moskalofilska określała oskarżonych jako męczenników, cierpiących z powodu intryg Polaków. Także pisma stronnictwa ukrainofilów, zwykle nieprzychylne rusofilom, solidaryzowały się z podsądnymi i podkreślały, że proces dotyczy problemów całej społeczności ruskiej w Galicji (poparcie to wygasło po zakończeniu procesu). Również w niektórych środowiskach polskich sprawę uważano za sztucznie rozdmuchaną. Szczególne protesty w sprawie moskalofilów wystosowała prasa i dyplomacja rosyjska. Oberprokurator Świątobliwego Synodu Rządzącego Konstantin Pobiedonoscew osobiście złożył w ambasadzie Austro-Węgier list z protestem. Zdaniem Czesława Partacza dopiero proces hnilicki uzmysłowił rządowi austriackiemu, jak znaczną pomoc otrzymywali rusofile z Rosji, na jaką skalę rozwinięta była propaganda proprawosławna i prorosyjska w ich prasie oraz jak znaczne poparcie dla ruchu wykazywała hierarchia Kościoła greckokatolickiego.
Zdaniem Osadczego postawa dyplomacji rosyjskiej, a zatem obawa Austrii przed pogorszeniem bilateralnych stosunków z Rosją mogła zadecydować o tym, że w procesie zapadły ostatecznie niskie wyroki. 29 lipca 1882 sąd uniewinnił oskarżonych od zarzutu zdrady stanu. Dowody ich rusofilskich poglądów nie pozwoliły na obronę postawionej w akcie oskarżenia tezy o istnieniu szeroko zakrojonego spisku na rzecz oderwania Galicji od Austrii. Jedynie M. Dobrianskiemu udowodniono gromadzenie informacji o działających w Galicji ukraińskich narodowcach i socjalistach. Sąd zachował przy tym w mocy zarzut zakłócania porządku publicznego. Z tego powodu ks. Naumowycz został skazany na osiem miesięcy pozbawienia wolności, Płoszczański – na pięć, Szpunder i Załuski – na trzy. Skazanych obciążono również kosztami sądowymi. Trybunał Najwyższy w Wiedniu potwierdził wyrok sądu pierwszej instancji.

## Skutki
Zdaniem Włodzimierza Osadczego

Apostazja na prawosławie galicyjskiej gminy Hniliczki w powiecie zbaraskim wstrząsnęła nie tylko prowincją, ale głośnym echem odbiła się w wysokich gabinetach wiedeńskich i progach apostolskich Rzymu. (…) Wiedeń i Rzym przedsięwzięły szereg zdecydowanych kroków, by radykalnie wpłynąć na kondycję Rusinów i Cerkwi czy raczej obrządku greckokatolickiego.

Papież Leon XIII, który śledził na bieżąco rozwój sytuacji w Galicji, odwołał z urzędu greckokatolickiego metropolitę lwowskiego Josyfa Sembratowycza. Wyjechał on ze Lwowa w październiku 1882. Na katedrze zastąpił go bratanek, Sylwestr Sembratowycz, zwolennik porozumienia polsko-ukraińskiego i latynizacji obrządku greckokatolickiego. Razem z Josyfem Sembratowyczem z kapituły i konsystorza lwowskiego odeszło dwóch kanoników o podobnych poglądach, co przyczyniło się do przyjęcia przez Kościół nowego kursu politycznego, zgodnego z poglądami świeżo mianowanego metropolity.
Pod wpływem procesu hnilickiego osłabła również aktywność moskalofilów. Część z nich wyjechała do Rosji, inni postanowili czasowo ograniczyć swoją działalność. Osłabł również ruch obrzędowy, tzn. działalność tych greckokatolickich duchownych, którzy dążyli do usunięcia z liturgii greckokatolickiej elementów pochodzenia łacińskiego. W ocenie galicyjskich starostów afera Hniliczek wywołała spodziewane, tj. odstraszające wrażenie. Zdaniem Czesława Partacza proces Olhy Hrabar osłabił ruch moskalofilski na dalsze dwadzieścia lat. Mimo osłabienia ruchu rusofilskiego w wyborach do Sejmu Krajowego w 1883 jego przedstawiciele uzyskali siedem mandatów, podczas gdy narodowcy ukraińscy jedynie cztery.